# Rinyirru-Nationalpark
Der Rinyirru-Nationalpark (engl. Rinyirru (Lakefield) National Park (CYPAL), früher Lakefield-Nationalpark) ist ein Nationalpark im australischen Bundesstaat Queensland, 1.707 Kilometer nördlich von Brisbane gelegen. Er wird von den örtlichen Aborigines, den Lama Lama- und Kuku Thaypan-Stamm, und den Clans der Bagaarrmugu, Mbarimakarranma, Muunydyiwarra, Magarrmagarrwarra, Balnggarrwarra und Gunduurwarra zusammen mit der Nationalparkverwaltung von Queensland unter dem Status Cape York Peninsula Aboriginal Land (CYPAL) verwaltet.
Der Nationalpark ist der zweitgrößte Nationalpark in Queensland und ein beliebter Platz für Fischen und Zelten. Zugänglich ist er per Straße entweder von Cooktown oder von Laura aus.
Der Park ist sehr abgelegen, Besucher sollten einen Vorrat an Lebensmitteln, Benzin und anderen Notwendigkeiten anlegen, bevor sie Cooktown oder Laura verlassen.
Im Park selbst gibt es zwei mit Wildhütern besetzte Stationen, wo man sich Informationen oder Hilfe in Notfällen holen kann. Es gibt einen Fahrweg durch den Lakefield-Nationalpark, aber während der Regenzeit (etwa von Dezember bis April oder Mai) ist er nur sehr beschränkt nutzbar. Auch unbediente Campingplätze sind verfügbar. Etwa drei Kilometer von diesem Weg entfernt liegt der Low Lake, der besonders bei Ornithologen wegen seines reichhaltigen Vogellebens beliebt ist. Auch der Saltwater Creek ist ein beliebtes Ziel im Park, hier leben Salzwasserkrokodile. Weitere Tiere, die beobachtet werden können, sind Kängurus und Wallabys.
Der Park hat die IUCN-Kategorie II.
In der Nachbarschaft liegen die Nationalparks Alwal, Lama Lama, Cape Melville, Jack River und 
Melsonby (Gaarraay).